# Ў̀
Cette page contient des caractères spéciaux ou non latins. S’ils s’affichent mal (▯, ?, etc.), consultez la page d’aide Unicode.
Ў̀ (minuscule : ў̀), appelé ou brève accent grave, est une lettre additionnelle de l’alphabet cyrillique utilisée en doungane par certains auteurs ou dans la transcription du chinois. Elle est composée du ou ‹ У › diacrité d’un brève et d’un accent grave.

## Utilisations
En doungane, certains auteurs utilisent les accents sur les voyelles pour indiquer les tons, dont l’ou brève accent grave cyrillique ‹ ў̀ ›,.

## Représentation informatique
L’ou brève accent grave peut être représenté avec les caractères Unicode suivants (cyrillique, diacritiques) :
| formes    | représentations | chaînes de caractères | points de code       | descriptions                                                              |
| --------- | --------------- | --------------------- | -------------------- | ------------------------------------------------------------------------- |
| capitale  | Ў̀               | У◌̆◌̀                   | U+0423 U+0306 U+0300 | lettre majuscule cyrillique ou diacritique brève diacritique accent grave |
| minuscule | ў̀               | у◌̆◌̀                   | U+0443 U+0306 U+0300 | lettre minuscule cyrillique ou diacritique brève diacritique accent grave |